# فیبا آمریکا
فیبا آمریکا (به انگلیسی: FIBA Americas) تحت نظر فیبا (فدراسیون بین‌المللی بسکتبال) که شامل ۴۴ فدراسیون واقع در قاره آمریکا می‌باشد؛ و در سال ۱۹۷۵ تأسیس شده‌است.

## اعضا
| \| - آنتیگوآ و باربودا - آروبا - باهاما - باربادوس - برمودا - جزایر ویرجین انگلستان - جزایر کیمن - کوبا - دومینیکا - دومینیکن - گرنادا - گویان \| - هائیتی - جامائیکا - مونتسرات - آنتیل هلند - پورتوریکو - سنت کیتس و نویس - سنت لوسیا - سنت وینسنت و گرنادین‌ها - سورینام - ترینیداد و توباگو - جزایر تورکس و کایکوس - جزایر ویرجین ایالات متحده \| | - بلیز - کاستاریکا - السالوادور - گواتمالا - هندوراس - مکزیک - نیکاراگوئه - پاناما |
| - آنتیگوآ و باربودا - آروبا - باهاما - باربادوس - برمودا - جزایر ویرجین انگلستان - جزایر کیمن - کوبا - دومینیکا - دومینیکن - گرنادا - گویان | - هائیتی - جامائیکا - مونتسرات - آنتیل هلند - پورتوریکو - سنت کیتس و نویس - سنت لوسیا - سنت وینسنت و گرنادین‌ها - سورینام - ترینیداد و توباگو - جزایر تورکس و کایکوس - جزایر ویرجین ایالات متحده |

| - آنتیگوآ و باربودا - آروبا - باهاما - باربادوس - برمودا - جزایر ویرجین انگلستان - جزایر کیمن - کوبا - دومینیکا - دومینیکن - گرنادا - گویان | - هائیتی - جامائیکا - مونتسرات - آنتیل هلند - پورتوریکو - سنت کیتس و نویس - سنت لوسیا - سنت وینسنت و گرنادین‌ها - سورینام - ترینیداد و توباگو - جزایر تورکس و کایکوس - جزایر ویرجین ایالات متحده |

## ۱۰ تیم برتر فیبا آمریکا

| رده بین‌المللی | مردان                | امتیاز | رده بین‌المللی | زنان                | امتیاز |
| ------------- | -------------------- | ------ | ------------- | ------------------- | ------ |
| ۱             | ایالات متحده آمریکاC | 1000.0 | 1             | ایالات متحده آمریکا | ۱۰۰۰٫۰ |
| 4             | آرژانتین             | 455.0  | 7             | برزیل               | ۲۹۶٫۰  |
| 9             | برزیل                | 273.0  | 9             | کاناداC             | ۲۸۰٫۰  |
| 16            | پورتوریکو            | 97.2   | 13            | کوبا                | ۱۳۱٫۰  |
| 18            | دومینیکن             | 87.6   | 15            | آرژانتین            | ۱۲۴٫۲  |
| 19            | مکزیک                | 86.6   | 25            | پورتوریکو           | ۴۴٫۸   |
| 22            | ونزوئلا              | 70.4   | 27            | شیلی                | ۳۶٫۸   |
| 26            | کانادا               | 61.8   | 31            | ونزوئلا             | ۲۹٫۶   |
| 27            | اروگوئه              | 38.4   | 33            | دومینیکن            | ۲۴٫۰   |
| 33            | پاناما               | 27.2   | 36            | جامائیکا            | ۱۸٫۴   |

C Current zone champion